# Новоолексіївська волость
Новоолексіївська волость — історична адміністративно-територіальна одиниця Бердянського повіту Таврійської губернії.
Станом на 1886 рік складалася з 10 поселень, 11 сільських громад. Населення — 9382 особи (4835 чоловічої статі та 4547 — жіночої), 1423 дворове господарство.
|                     | Площа, десятин | У тому числі орної, дес. |
| ------------------- | -------------- | ------------------------ |
| Сільських громад    | 25603          | 17103                    |
| Приватної власності | 9461           | 4000                     |
| Казенної власності  | 477            | 277                      |
| Іншої власності     | 478            | 454                      |
| Загалом             | 36019          | 21834                    |

Поселення волості:
- Ново-Олексіївка (Улькон-Безкекли) — колишнє державне село при річці Лозуватка за 40 верст від повітового міста, 979 осіб, 134 двори, православна церква, школа, лавка. За 14 верст — постоялий двір. За 16 верст — цегельний та черепичний заводи. За 18 верст — рибний завод. За 40 верст — рибний завод.
- Богородицьке (Юр'ївка) — колишнє державне село при річці Лозуватка, 1981 особа, 290 дворів, молитовний будинок, 4 лавки.
- Борисівка (Болютмень, Іванівка) — колишнє державне село при річці Обитічній, 1138 осіб, 165 дворів, молитовний будинок, школа.
- Володимирівка (Алшин) — колишнє державне село при річці Митрязли, 698 осіб, 109 дворів, поштова станція.
- Дмитрівка (Бадай) — колишнє державне село при річці Митрязли, 523 особи, 97 дворів, православна церква, школа, лавка.
- Мар'янівка — колишнє державне село при річці Митрязли, 529 осіб, 85 дворів.
- Обіточне — колишнє державне село при річці Обитічній, 1854 особи, 290 дворів, православна церква, школа, сільська управа, лавка.
- Орлівка (Сусакан) — колишнє державне село при річці Лозуватка, 1252 особи, 201 двір, молитовний будинок, поштова станція, 3 лавки.